# Michèle Auclair
Michèle Auclair, all'anagrafe Blot Michele Gabrielle Alice (Parigi, 16 novembre 1924 – Parigi, 8 giugno 2005), è stata una violinista francese.

## Biografia
Michèle Auclair nacque in una famiglia dedita alle arti e alla cultura; a quattro anni iniziò a studiare il violino con Line Talluel e successivamente al Conservatorio di Parigi con Jules Boucherit, Boris Kamensky  e Jacques Thibaud. Vinse il primo premio al Concours international Marguerite-Long-Jacques-Thibaud nel 1943 e il primo premio al Concorso di Ginevra nel 1945. Si trasferì negli Stati Uniti nel 1949 per perfezionarsi con Théodore e Alice Pashkus. Ha poi iniziato una carriera da solista collaborando con celebri direttori. Debuttò negli Stati Uniti nel 1951 con la Boston Symphony Orchestra diretta da Charles Münch. Dal 1956 iniziò a collaborare con la pianista Jacqueline Bonneau; il loro debutto concertistico avvenne un anno dopo. Nel 1962 iniziò un’altra collaborazione con la pianista Geneviève Joy.   
Nel 1969 fu costretta a rinunciare alla carriera a seguito di un grave incidente d’auto e diventò professoressa al Conservatorio di Parigi (1969-1990). Tra gli studenti di Michèle Auclair vi sono Laurent Korcia, Philippe Graffin e Anne Mercier. Continuò il suo insegnamento al New England Conservatory di Boston e a Tokyo. Nel 1995 è stata insignita della Légion d'honneur per i suoi contributi nel campo della musica. 